# Duck Dynasty
Duck Dynasty (ou Chasseur Millionnaire au Québec) est une émission de télé-réalité américaine suivant la vie de la famille Robertson, devenue riche grâce à sa société familiale appelée Duck Commander, qui produit principalement des appeaux pour la chasse au canard. Diffusée sur la chaîne américaine A&E, la série bat continuellement des records d'audience avec près de neuf millions de téléspectateurs pour le premier épisode de la saison 3, devenant au printemps 2013 la série la plus regardée jamais diffusée sur la chaîne A&E. En France elle est diffusée depuis le 25 février 2014 sur Planète+ A&E. Au Québec, la série est diffusée sur Ztélé. La série est suivie par près de douze millions de téléspectateurs par semaine aux États-Unis.

## Synopsis
La série suit les péripéties de Phil Robertson, millionnaire et créateur de Duck Commander, première entreprise fournisseur d'appeaux pour la chasse au canard aux États-Unis, redneck invétéré et grosse barbe hirsute, de sa femme Kay, de son frère Si, ainsi que de leurs quatre fils Willie, Jase, jep et le pasteur Alan. Fidèles à leur vie rurale en Louisiane, les épisodes détaillent leur goût de la chasse, leur langage cru et leur humour décapant. Fervent croyant, Phil Robertson est prédicateur à temps partiel à l’Église du Christ de Whites Ferry Road à West Monroe, Louisiane.

## Personnages
- Phil Robertson : Phil, 69 ans, a créé l'appeau Duck Commander en 1972 et créa la compagnie du même nom en 1973. Après une carrière universitaire de footballeur américain, Phil se marie avec Kay et fonde Duck Commander, mettant au travail dès leur plus jeunes âges la fratrie Robertson dans la confection des appeaux. Fervent croyant, il est montré à la fin de chaque épisode faisant la prière avant de dîner. Robertson est prédicateur à temps partiel dans sa ville en Louisiane.
- Kay Robertson : Souvent appelé Miss Kay, elle est la femme de Phil et la mère de Alan, Jase, Willie et Jep. Reine des fourneaux elle est même l'auteur de différents livres de recettes.
- Si Robertson : le frère de Phil, vétéran de la guerre du Vietnam, il est le loufoque de la famille.
- Willie Robertson : troisième fils de Phil et Kay et actuel directeur général de Duck Commander. Diplômé de l'université de Louisiane, il a fait passer Duck Commander d'une petite entreprise familiale à une multinationale. Il est marié à Korie, et a 5 enfants.
- Korie Robertson : femme de Willie, elle est la superviseure de la société
- Jase Robertson : deuxième fils de Phil et Kay, il est responsable de la fabrication des appeaux. Jase est marié à Missy et a trois enfants.
- Jep Robertson : le plus jeune des fils des Robertson, il est l'éditeur des DVD de chasses publiés par Duck Commander.

## Arbre généalogique
Les parents
- Phil Alexander Robertson, née le 24 avril 1946 (79 ans)
- Marsha Kay "Miss Kay" Robertson (née Carroway), née le 21 décembre 1950 (74 ans)

Enfants
|   |                                       | Date anniversaire | Relation                                                                                   |
| - | ------------------------------------- | ----------------- | ------------------------------------------------------------------------------------------ |
| 1 | Marshal Alan "Alan" or "Al" Robertson | 5 janvier 1966    | mariée à Lisa Gibson avec deux filles : Anna et Alex                                       |
| 2 | Jason "Jase" Silas Robertson          | 16 août 1969      | mariée à Melissa "Missy" West avec trois enfants : Reed, Cole et Mia                       |
| 3 | Willie Jess Robertson                 | 22 avril 1972     | mariée à Korie Maree Howard avec cinq enfants: Rebecca, John Luke, Sadie, Will et Bella    |
| 4 | Jules Jeptha "Jep" Robertson          | 28 mai 1978       | mariée à Jessica Pamela Strickland avec quatre enfants : Lily, Merritt, Priscilla et River |

### La famille d'Alan
Lisa Robertson (née Gibson) mariée à Alan le 9 novembre 1984.
Enfants
|   |                                 | Date anniversaire | Relation                                                                                         |
| - | ------------------------------- | ----------------- | ------------------------------------------------------------------------------------------------ |
| 1 | Elizabeth Anna "Anna" Robertson | 28 février 1986   | mariée à Jay Sàne avec trois filles : Carley Elizabeth Sàne, Bailey Kay Sàne et Sage Alexis Sàne |
| 2 | Katie Alex "Alexis" Robertson   | 30 novembre 1987  | mariée à Vinny Mancuso avec un fils : Corban Marshal Mancuso                                     |

### La famille de Jase
Melissa "Missy" Robertson (née West) – née le 22 avril 1971 [réf. nécessaire] – mariée à Jase le 10 août 1990.
Enfants
|   |                       | Date anniversaire |
| - | --------------------- | ----------------- |
| 1 | Reed Silas Robertson  | 15 mai 1995       |
| 2 | Cole Foster Robertson | 4 décembre 1997   |
| 3 | Mia Elaine Robertson  | 12 septembre 2003 |

### La famille de Willie
Korie Maree Robertson – née le 24 octobre 1973 [réf. nécessaire] – mariée à Willie le 11 janvier 1991.
Enfants
|   |                             | Date anniversaire | Relation                                    |
| - | --------------------------- | ----------------- | ------------------------------------------- |
| 1 | Rebecca Robertson (adoptée) | 17 octobre 1988   | Fille adoptive originaire de Taiwan         |
| 2 | John Luke Robertson         | 11 octobre 1995   | Marié à Mary Kate McEacharn le 27 juin 2015 |
| 3 | Sadie Carroway Robertson    | 17 juin 1997      |                                             |
| 4 | Will Robertson (adopté)     | 8 novembre 2001   | Fils adoptif                                |
| 5 | Bella Robertson             | 16 septembre 2002 |                                             |

### La famille de Jep
Jessica Pamela (née Strickland) – née le 12 novembre 1980 [réf. nécessaire] – mariée à Jep le 7 octobre 2001.
Enfants
|   |                              | Date anniversaire |
| - | ---------------------------- | ----------------- |
| 1 | Lillian (Lily) Mae Robertson | 27 décembre 2002  |
| 2 | Merritt Decatur Robertson    | 11 septembre 2003 |
| 3 | Priscilla June Robertson     | 10 septembre 2006 |
| 4 | River Alexander Robertson    | 23 avril 2008     |

 Voix off :  Alexandre Cross

## Émissions
| Saison | Saison | Épisodes | Début            | Fin              |
| ------ | ------ | -------- | ---------------- | ---------------- |
|        | 1      | 15       | 21 mars 2012     | 23 mai 2012      |
|        | 2      | 13       | 10 octobre 2012  | 05 décembre 2012 |
|        | 3      | 13       | 27 février 2013  | 24 avril 2013    |
|        | 4      | 10       | 14 août 2013     | 11 décembre 2013 |
|        | 5      | 10       | 15 janvier 2014  | 26 mars 2014     |
|        | 6      | 10       | 11 juin 2014     | 13 août 2014     |
|        | 7      | 10       | 19 novembre 2014 | 11 février 2015  |
|        | 8      | 9        | 24 juin 2015     | 19 août 2015     |
|        | 9      | 11       | 13 janvier 2016  | 3 mars 2016      |
|        | 10     | 14       | 6 juillet 2016   | 24 août 2016     |
|        | 11     |          | 16 novembre 2016 | 29 mars 2017     |

## Épisodes

### Saison 1
1. Titre français inconnu (Family Funny Business)
2. Titre français inconnu (CEO for a Day)
3. Titre français inconnu (High Tech Redneck)
4. Titre français inconnu (Frog in One)
5. Titre français inconnu (Redneck Logic)
6. Titre français inconnu (Too Close for Comfort)
7. Titre français inconnu (Leave it to Beavers)
8. Titre français inconnu (A Big Duck-ing Call)
9. Titre français inconnu (Sauvignon Beard)
10. Titre français inconnu (Plan Bee S1)
11. Titre français inconnu (Daddy's Got a Gun)
12. Titre français inconnu (Fishin' for Business)
13. Titre français inconnu (Redneck Road Trip)
14. Titre français inconnu (Winner, Winner, Turkey Dinner!)
15. Titre français inconnu (Willie Stay or Willie Go)

### Saison 2
1. Première fois (Driving Miss Sadie)
2. Titre français inconnu (Si-Yonara)
3. Titre français inconnu (Grass & Furious)
4. Sous surveillance (Titre original inconnu)
5. A grande eau (Sweatin' Bullets)
6. Truck Commander (Titre original inconnu)
7. En grève ! (Titre original inconnu)
8. Résolutions de printemps (Spring Pong Cleaning)
9. Titre français inconnu (Good Morning, West Monroe)
10. Silas, samouraï (Samurai Si)
11. Des matelats et des hommes (Of Mattresses and Men)
12. Le poids des années (Titre original inconnu)
13. Fans de nascar (Drag Me to Glory)

### Saison 3
1. Titre français inconnu (Duck Season Eve)
2. Titre français inconnu (Can't Hardly Weight)
3. Titre français inconnu (Shot Thru the Heart)
4. Titre français inconnu (Here Lizard, Lizard)
5. Titre français inconnu (Hallu-Si-Nations)
6. Titre français inconnu (Let's Go Hunting, Deer)
7. Titre français inconnu (Tickets to the Fun Show)
8. Titre français inconnu (Duck Be a Lady)
9. Titre français inconnu (Ring Around the Redneck)
10. Titre français inconnu (Bass Man Standing)
11. Titre français inconnu (Si-amese Twins)
12. Titre français inconnu (Battle of the Brothers)
13. Titre français inconnu (Aloha, Robertsons!)

### Saison 4
1. Titre français inconnu (Till Duck Do Us Part)
2. Titre français inconnu (So You Think You Can Date?)
3. Titre français inconnu (Hot Tub Grime Machine)
4. Titre français inconnu (A-Jase-ent Living)
5. Titre français inconnu (Termite Be a Problem)
6. Titre français inconnu (John Luke After Dentist)
7. Titre français inconnu (Scoot Along Si)
8. Titre français inconnu (Jerky Boys)
9. Titre français inconnu (Going Si-ral)
10. Titre français inconnu (Quack O'Lanterns)
11. Titre français inconnu (O Little Town of West Monroe)

### Saison 5
1. Titre français inconnu (Boomerang Becca)
2. Titre français inconnu (Willie's Number Two)
3. Titre français inconnu (Life of Si)
4. Titre français inconnu (From Duck 'Til Dawn)
5. Titre français inconnu (Burger Commander)
6. Titre français inconnu (G.I. SI)
7. Titre français inconnu (Jase and the Argonauts)
8. Titre français inconnu (Fowl Playhouse)
9. Titre français inconnu (The Big LeCOWski)
10. Titre français inconnu (Stand by Mia)

### Saison 6
1. Visite officielle (Gorvernor Travels)
2. Le canard quitte le nid (Quack and Gown)
3. Le broyeur de la destinée (Hands on a Woodchipper)
4. Sans peur pompier (Quackdraft)
5. Borne in America (Bands of Brothers)
6. Nettoyage de printemps (De-Bug-Life)
7. Les barbus face à la nature (Men vs. Wild)
8. Le retour du castor (Return of the Beavers)
9. Le boss lac (Lake Boss)

### Saison 7
1. Le canard est mort, vive le canard ! (Glory Is the Reward of Mallard)
2. Un poulailler et puis c'est tout ! (Good Night and Good Duck)
3. Sortie en stalles (Quack in the Saddle)
4. Les rednecks du cœur (A Home for the Holidays)
5. Titre français inconnu (The Cannonball Runs)
6. Titre français inconnu (Mo Math, Mo Problems)
7. Titre français inconnu (Coop! There It Is)
8. Titre français inconnu (Friday Afternoon Lights)
9. Titre français inconnu (Master and Duck Commander)
10. Titre français inconnu (Sweet Home Louisiana)

### Saison 8
1. Titre français inconnu (Grooming the Groom)
2. Titre français inconnu (Induckpendence Day)
3. Titre français inconnu (Search n' Decoy)
4. Titre français inconnu (Wild Wild Pest)
5. Titre français inconnu (Pranks for Everything)
6. Titre français inconnu (Bachelor Party Blowout)
7. Titre français inconnu (The Ducket List)
8. Titre français inconnu (Pit Perfect)
9. Titre français inconnu (John Luke Gets Hitched)

### Saison 9
1. Titre français inconnu (Inlawful Entry)
2. Titre français inconnu (Flock and Key)
3. Titre français inconnu (Ball in the Familly)
4. Titre français inconnu (Drone Survivor)
5. Titre français inconnu (Alan in Charge)
6. Titre français inconnu (Renaissance Men)
7. Héros bienvenue (Heroes Welcome)
8. Titre français inconnu (Pie Hard)
9. Titre français inconnu (Van He'llsing)
10. Titre français inconnu (Toad to Perdition)
11. Titre français inconnu (RV There Yet?)

### Saison 10
1. Titre français inconnu (Willie & Korie's Anniversorry)
2. Titre français inconnu (Statue of Imitations)
3. Titre français inconnu (Sneak Peek: A Decent Proposal)
4. Titre français inconnu (Father Knows Pest)
5. Titre français inconnu (Wild Wild West Monroe)
6. Titre français inconnu (Half in the Bag)
7. Titre français inconnu (There Will Be Flood)
8. Titre français inconnu (Bingo Star)
9. Titre français inconnu (Sadie's Choice)
10. Titre français inconnu (Children of the Cornbread)
11. Titre français inconnu (Whole Lotta Bull)
12. Titre français inconnu (Here Comes the Son)
13. Titre français inconnu (Bro'd Trip)
14. Titre français inconnu (Techs and Balances)

## Saison 11
1. Titre français inconnu (The West Monroe Wing)
2. Titre français inconnu (Automation Frustration)
3. Titre français inconnu (Razing the Snakes)
4. Titre français inconnu (Uneasy Rider)
5. Titre français inconnu (Good Willie Hunting)
6. Titre français inconnu (Sleep Cover)
7. Titre français inconnu (Drive-In Revivin')
8. Titre français inconnu (Fishful Thinking)
9. Titre français inconnu (When Doves Fry)
10. Titre français inconnu (Carpnado)
11. Titre français inconnu (The Campfire Diaries)
12. Titre français inconnu (The Campfire Diaries)
13. Titre français inconnu (Disappearing Acts)
14. Titre français inconnu (Dance Dads)
15. Titre français inconnu (End of an Era)

## Autour de la série

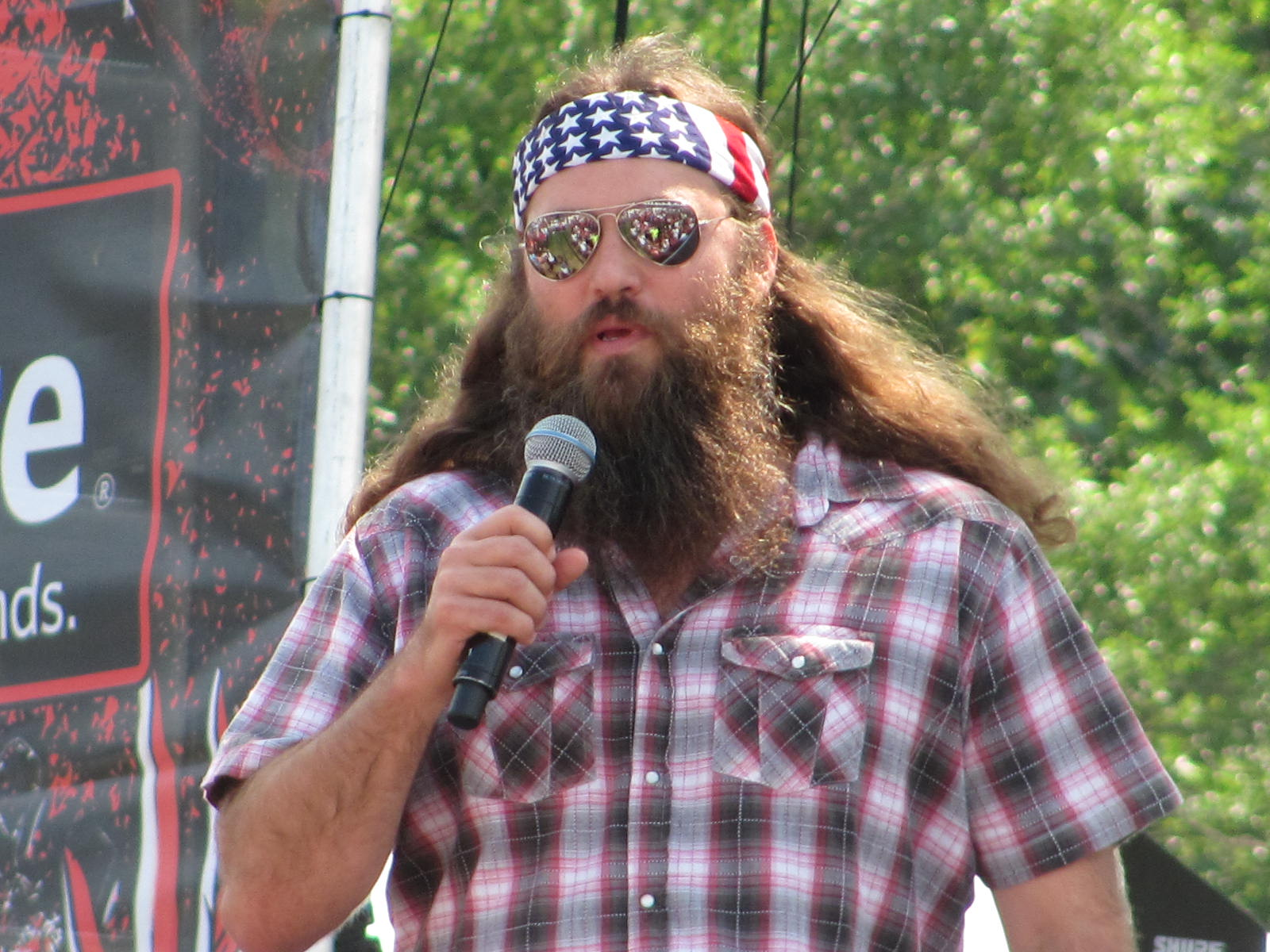
Willie Robertson, actuel directeur de Duck Commander.

Avant la série Duck Dynasty, la famille Robertson était l’héroïne de l'émission Benelli Presents Duck Commander et son spin-off Buck Commander sur la chaîne Outdoor Channel.
Le 10 juin 2013, la famille annonce qu'ils sortiront un album de reprise de chant de Noël intitulé Duck The Halls: A Robertson Family Christmas le 29 octobre 2013. Fin 2013, l'album se vend mieux que celui d'artistes mondiaux tel qu'Eminem ou Katy Perry en se vendant à 750 000 exemplaires.
Au cours de l'année 2013, la marque Duck Dynasty a engendré près de 400 millions de dollars en produits dérivés et autres marchandising autour de la série dont la moitié vendu dans les supermarchés Walmart, et a rapporté près de 80 millions de dollars en publicité télévisuel à la chaine A&E.

### Controverse
Au début de la première saison, les producteurs de la série demandèrent à Phil et sa famille de ne pas citer le nom Jésus-Christ lors de prières souvent entendues dans l'émission, expliquant que cela pouvait heurter les téléspectateurs musulmans de l'émission, bipant les citations faisant référence à Jésus. Après d'âpres négociations, les producteurs abandonnèrent l'idée. Autre controverse, les producteurs ajoutèrent de faux bip durant l'émission, faisant croire qu'ils étaient plus vulgaires que nécessaire.
En décembre 2013, Phil Robertson le patriarche de la famille fait scandale avec des propos tenus lors d'une interview, déclarant que l'homosexualité était un « péché » et que les noirs étaient « heureux » du temps de la ségrégation. La chaine A&E, diffuseur de la série suspendant immédiatement le contrat de Phil, qui n'apparait plus dans la série. Il s'ensuivit une grande campagne pour le retour de ce dernier, une pétition lancée sur internet pour son retour atteignant même 100 000 signatures, stade à partir duquel la Maison-Blanche est obligé de réagir selon la loi, Sarah Palin, ex-gouverneur de l'Alaska et ex-candidate à la présidence américaine soutenant publiquement le retour de Phil à l'antenne, défendant la liberté de religion et d'expression. Il retrouva malgré tout sa place le 15 janvier pour le début de la cinquième saison.